# 100%KPP World Tour
 (juillet 2023).
Si vous disposez d'ouvrages ou d'articles de référence ou si vous connaissez des sites web de qualité traitant du thème abordé ici, merci de compléter l'article en donnant les références utiles à sa vérifiabilité et en les liant à la section « Notes et références ».
100%KPP World Tour était la première tournée mondiale de la chanteuse japonaise Kyary Pamyu Pamyu. Un film documentaire basé sur la tournée sort dans les cinémas japonais en juillet 2013 et est disponible en DVD.

## Date des tournées
| Date             | Villes               | Pays        | Salle                      |  |
| Europe           |                      |             |                            |  |
| 9 février 2013   | Bruxelles            | Belgique    | Vk* Concerts               |  |
| 10 février 2013  | Paris                | France      | La Cigale                  |  |
| 13 février 2013  | Londres              | Royaume-Uni | O2 Academy Islington (en)  |  |
| Asie             |                      |             |                            |  |
| 2 mars 2013      | Fukuoka              | Japon       | Zepp Fukuoka (en)          |  |
| 3 mars 2013      | Fukuoka              | Japon       | Zepp Fukuoka (en)          |  |
| 15 mars 2013     | Taipei               | Taïwan      | Legacy Taipei              |  |
| 17 mars 2013     | Baie de Kowloon (en) | Hong Kong   | Music Zone@E-Max           |  |
| 25 mars 2013     | Tokyo                | Japon       | Zepp Tokyo (en)            |  |
| 26 mars 2013     | Tokyo                | Japon       | Zepp Tokyo (en)            |  |
| 28 mars 2013     | Osaka                | Japon       | Zepp Fukuoka (en)          |  |
| 29 mars 2013     | Osaka                | Japon       | Zepp Fukuoka (en)          |  |
| 31 mars 2013     | Hokkaido             | Japon       | Zepp Sapporo (en)          |  |
| 4 avril 2013     | Aichi                | Japon       | Zepp Nagoya (en)           |  |
| 5 avril 2013     | Aichi                | Japon       | Zepp Nagoya (en)           |  |
| Amérique du Nord |                      |             |                            |  |
| 12 avril 2013    | Los Angeles          | États-Unis  | The Novo by Microsoft (en) |  |
| 14 avril 2013    | New York             | États-Unis  | Best Buy Theater (en)      |  |
| Asie             |                      |             |                            |  |
| 10 mai 2013      | Singapour            | Singapour   | *SCAPE Warehouse           |  |
| 30 mai 2013      | Shibuya              | Japon       | Shibuya Public Hall        |  |

### Billetterie
| Salle      | Ville       | Billet vendus / disponibles | Chiffre d'affaires brut |
| ---------- | ----------- | --------------------------- | ----------------------- |
| Club Nokia | Los Angeles | 2 356 / 2 356 (100 %)       | 73 050 $                |

### Date annulé
| Date        | Villes | Pays         | Saalle    | Raison |
| ----------- | ------ | ------------ | --------- | --- |
| 9 mars 2013 | Séoul  | Corée du Sud | UNIQLO-AX | Circonstances imprévues et fréquentation moins qu'espérée en raison de la soirée de lancement de la finale de la ligue Global StarCraft II 2013 et de StarCraft II: Heart of the Swarm Global |

## Accueil
La tournée a reçu des critiques positives. The Fader écrit « C'était le rare concert pop qui ressemblait à une véritable célébration, voire à une danse de la victoire. ». MTV Hive a complimenté « l'allure énigmatique » de Kyary.